# Domaine Cornaz
Pour les articles homonymes, voir Cornaz.
Le domaine Cornaz est un bâtiment vaudois situé sur le territoire de la commune de Faoug, en Suisse.

## Histoire
Le village de Faoug est le lieu d'origine (avec la ville de Moudon), de la famille de Cornaz depuis 1409 au moins. Le domaine Cornaz, situé dans ce village, est encore de nos jours la propriété de cette famille.
Le bâtiment principal du domaine ainsi que les dépendances sont inscrits comme biens culturels suisses d'importance nationale.